# Nieuwland (Amersfoort)
Nieuwland is een wijk in het noorden van de Nederlandse stad Amersfoort, die is gebouwd als zogenaamde Vinex-wijk. De wijk is gebouwd in het buitengebied van de voormalige gemeente Hoogland; zij grenst in het zuiden aan de dorpskern van Hoogland en de wijk Kattenbroek, in het westen aan de Bunschoterstraat (N199), in het noorden aan de autosnelweg A1 en in het oosten aan bedrijventerrein Calveen.
Het stedenbouwkundig plan van de wijk werd gemaakt door bureau Wissing te Barendrecht. De bouw startte in 1995. Het bouwkundig concept van Nieuwland is gebaseerd op duurzame stedelijke ontwikkeling, hoogwaardigheid en milieuvriendelijkheid. Eind 2001 werd het gebied met ruim 4500 woningen opgeleverd.

## Indeling van de wijk
De wijk Nieuwland is opgedeeld in vijf delen. Deze delen zijn het Stadskwartier, de Lage Hoven, de Hoge Hoven, het Waterkwartier. Een deel wat aanvankelijk was voorbestemd voor kantoorterrein, is uiteindelijk het vijfde deel geworden: Stadstuin.  In het midden ligt het centrum dat verder geen naam als kwartier kent en daarmee eigenlijk een zesde wijkgedeelte is. De wijk Nieuwland kent veel vijvers en sloten. Door de wijk loopt een rondweg waarvan de naam wisselt per kwartier. Wel eindigt de naam van de rondweg telkens op -dreef. De wijk is omringd door een wal, gemaakt van afgekeurde bakstenen.
De toegangswegen van de wijk hebben de namen van fictieve poorten, vergelijkbaar met hoe vroeger straten aan hun naam kwamen. Dit zijn de Kattenbroekerpoort, de Hooglandse Poort, Zeldertse Poort en Zevenhuizerpoort. Uitzondering hiervan is de Laan van Duurzaamheid, die verwijst naar het duurzame stedelijk ontwikkelingsplan van de wijk.

### Stadstuin
In het wijkgedeelte Stadstuin zijn de straatnamen vernoemd naar de namen van vissen, zoals Zalm, Forel, Karper en Meerval. En een ander deel naar Amersfoortse historische huisnamen, waaronder diverse logementen en herbergen.

### Waterkwartier
In het Waterkwartier zijn de straatnamen vernoemd naar waterplanten, dieren rondom de Nederlandse sloten, salamanders en vissoorten. In het Waterkwartier ligt ook de Stadstuin, waar de bewoners een grote gezamenlijke tuin hebben.

### Hoge Hoven
De straatnamen in de Hoge Hoven zijn vernoemd naar diverse rassen van appels en peren. Deze straten zijn aangeduid als 'gaarde', een omsloten stuk land met beplanting. Een van de straten is vernoemd naar een lokaal appelras, gekweekt en geteeld op landgoed Coelhorst: de Coelhorsterappelgaarde.
De verbindingsweg in dit kwartier is de Gaardendreef.

### Lage Hoven
In het kwartier de Lage Hoven, ook wel binnen de wijk Kruidenbuurt genoemd, zijn de straatnamen vernoemd naar kruidensoorten: Bitterkruid, Sikkelkruid, Zeepkruid e.d.